# Orroir
Orroir (Nederlands: Oorbeek) is een dorp in de Belgische provincie Henegouwen, en een deelgemeente van de Waalse gemeente Mont-de-l'Enclus. Tot aan de vaststelling van de taalgrens in 1963 behoorde Orroir tot de provincie Oost-Vlaanderen. Orroir was een zelfstandige gemeente, tot die bij de gemeentelijke herindeling van 1977 toegevoegd werd aan de gemeente Mont-de-l'Enclus.

## Demografische ontwikkeling
- Bronnen:NIS, Opm:1831 tot en met 1970=volkstellingen

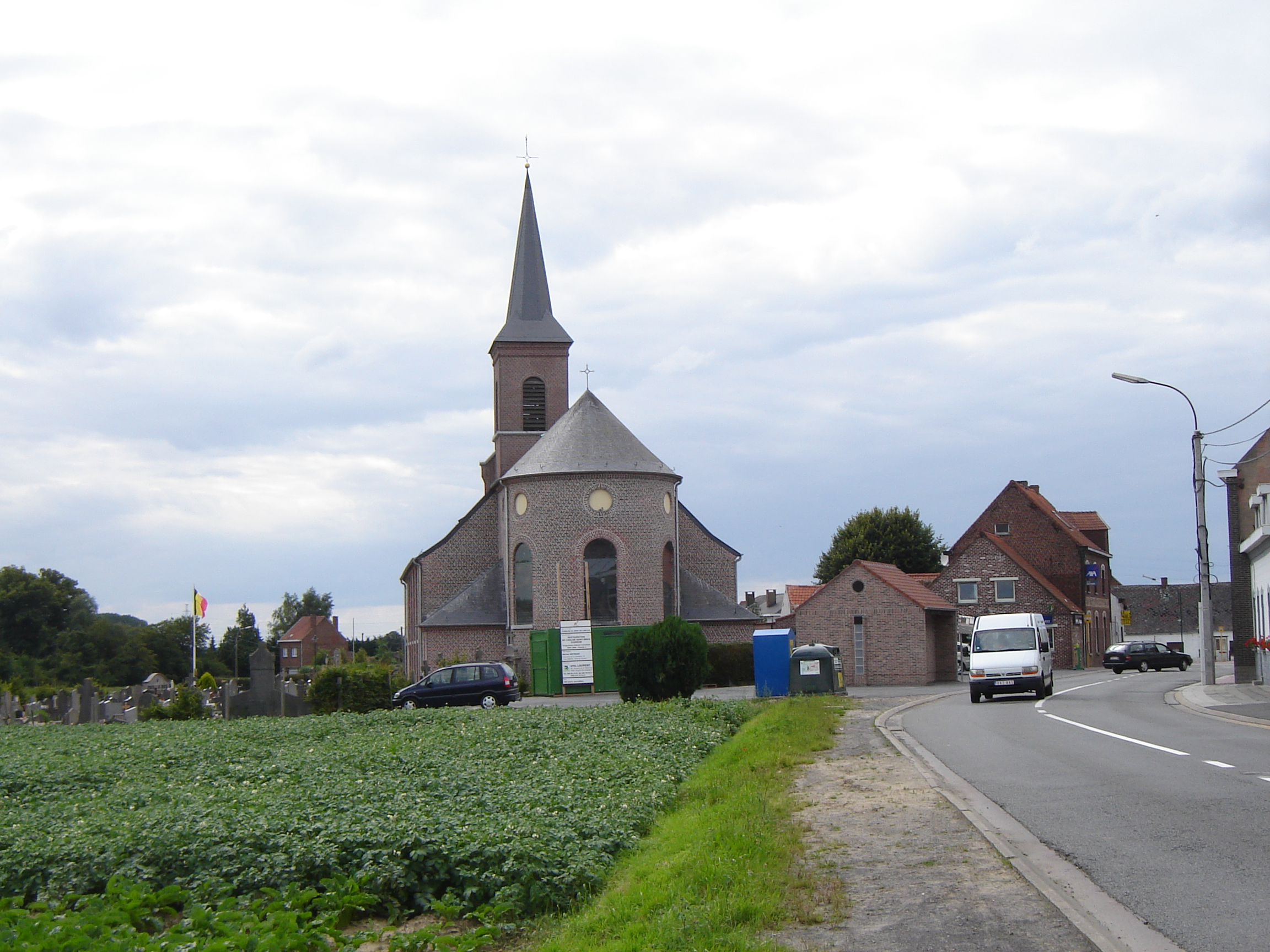
De Sint-Brixiuskerk in Orroir

## Bezienswaardigheden
- De Sint-Brixiuskerk
- De Ferme du Château, een monumentale 18e-eeuwse kasteelboerderij gelegen aan de Rue de la Libération 12.

## Natuur en landschap
Orroir ligt nabij de zuidflank van de Kluisberg, een getuigenheuvel van ruim 144 meter hoog. Met name Enclus du Bas en Enclus du Haut liggen op de noordgrens van de gemeente. Op de laatste hoogte staat een witte toren, die van de 19e eeuw stamt en vermoedelijk als verbindingstoren voor de telegraafverbinding tussen Rijsel en Brussel heeft dienst gedaan.
De zuidgrens van Orroir wordt gevormd door de Ronne, welke in westelijke richting naar de Schelde stroomt.

## Nabijgelegen kernen
Escanaffles, Amougies, Ruien